# Lucio Angelo Renna
Lucio Angelo Maria Renna (San Pietro Vernotico, 22 settembre 1941) è un vescovo cattolico italiano, vescovo emerito di San Severo.

## Biografia
Dopo gli studi ginnasiali e liceali nel seminario minore e in quello maggiore dell'Ordine Carmelitano, ha emesso la professione solenne l'8 dicembre 1962 ed è stato ordinato presbitero, a Bari, il 2 aprile 1966.
Conseguite le lauree in teologia (Pontificia Università Lateranense) e filosofia (Università degli studi di Lecce), ha pubblicato diversi contributi in materia filosofica e teologica e si è dedicato all'insegnamento superiore.
Dapprima priore di Torre Santa Susanna (1969-1975), dal 1975 al 1984 e dal 1987 al 1996 è stato priore della provincia napoletana dei Carmelitani nonché, dal 1995 al 1998, procuratore generale dell'ordine.

### Ministero episcopale

#### Vescovo di Avezzano
È stato eletto vescovo di Avezzano il 9 giugno 1999. Ha ricevuto l'ordinazione episcopale il 12 settembre 1999 dal cardinale Lucas Moreira Neves, co-consacranti gli arcivescovi Armando Dini e Cosmo Francesco Ruppi.

#### Vescovo di San Severo
Il 2 settembre 2006 è stato trasferito alla cattedra di San Severo, e ha iniziato il suo ministero nella diocesi il 14 ottobre dello stesso anno.
Il 13 gennaio 2017 papa Francesco ha accettato la sua rinuncia al governo pastorale della diocesi ed ha nominato suo successore mons. Giovanni Checchinato, del clero della diocesi di Latina-Terracina-Sezze-Priverno.
Il 3 marzo 2017 la comunità diocesana lo ha salutato e ringraziato nella cattedrale di Santa Maria Assunta con un concerto in suo onore. Ha lasciato definitivamente la diocesi di San Severo il 13 giugno 2017 per stabilirsi a Torre Santa Susanna.
Conserva il titolo di vescovo emerito di San Severo.

## Opere
Ha pubblicato In nomine Domini, la sua prima lettera pastorale alla Chiesa severopolitana, il 15 giugno 2007. Ad essa è seguita Surgite, eamus! (14 settembre 2007), nella quale illustra il progetto pastorale per il triennio 2008-2010 e la riforma dell'organigramma diocesano. Nel marzo dello stesso anno ha indirizzato ai sacerdoti la lettera In persona Christi, mentre in aprile ha pubblicato una raccolta di poesie, Sogni sul pentagramma, legate alla sua spiccata passione per la musica. In occasione della messa crismale del 2008 ha indirizzato alla diocesi la riflessione Come alberi di pace, stampata contemporaneamente a L'altra Africa, un viaggio tra speranze, sogni e sensazioni a Wansokou, un diario della sua visita alla missione diocesana in Benin. Nel settembre 2008 è uscita la lettera pastorale Cuore in ascolto. Nel settembre del 2016 viene pubblicata la lettera pastorale: "In splendore crucis".

## Genealogia episcopale
La genealogia episcopale è:
- Cardinale Scipione Rebiba
- Cardinale Giulio Antonio Santori
- Cardinale Girolamo Bernerio, O.P.
- Arcivescovo Galeazzo Sanvitale
- Cardinale Ludovico Ludovisi
- Cardinale Luigi Caetani
- Cardinale Ulderico Carpegna
- Cardinale Paluzzo Paluzzi Altieri degli Albertoni
- Papa Benedetto XIII
- Papa Benedetto XIV
- Papa Clemente XIII
- Cardinale Bernardino Giraud
- Cardinale Alessandro Mattei
- Cardinale Pietro Francesco Galleffi
- Cardinale Giacomo Filippo Fransoni
- Cardinale Carlo Sacconi
- Cardinale Edward Henry Howard
- Cardinale Mariano Rampolla del Tindaro
- Cardinale Rafael Merry del Val
- Arcivescovo Duarte Leopoldo e Silva
- Arcivescovo Paulo de Tarso Campos
- Cardinale Agnelo Rossi
- Cardinale Lucas Moreira Neves
- Vescovo Lucio Angelo Renna, O.Carm.